# Парк «Скарбовий Ліс»

Парк «Скарбовий Ліс»

Парк «Скарбовий Ліс» — лісопарк у Святошинському районі Києва, розташований на північ від вулиці Жмеринської (вулиця є його південною межею), між Микільською Борщагівкою та Святошиним. Загальна площа паркової зони — 35,4 га.
Територія нинішнього парку є невеликою частиною колишнього Скарбового лісу.

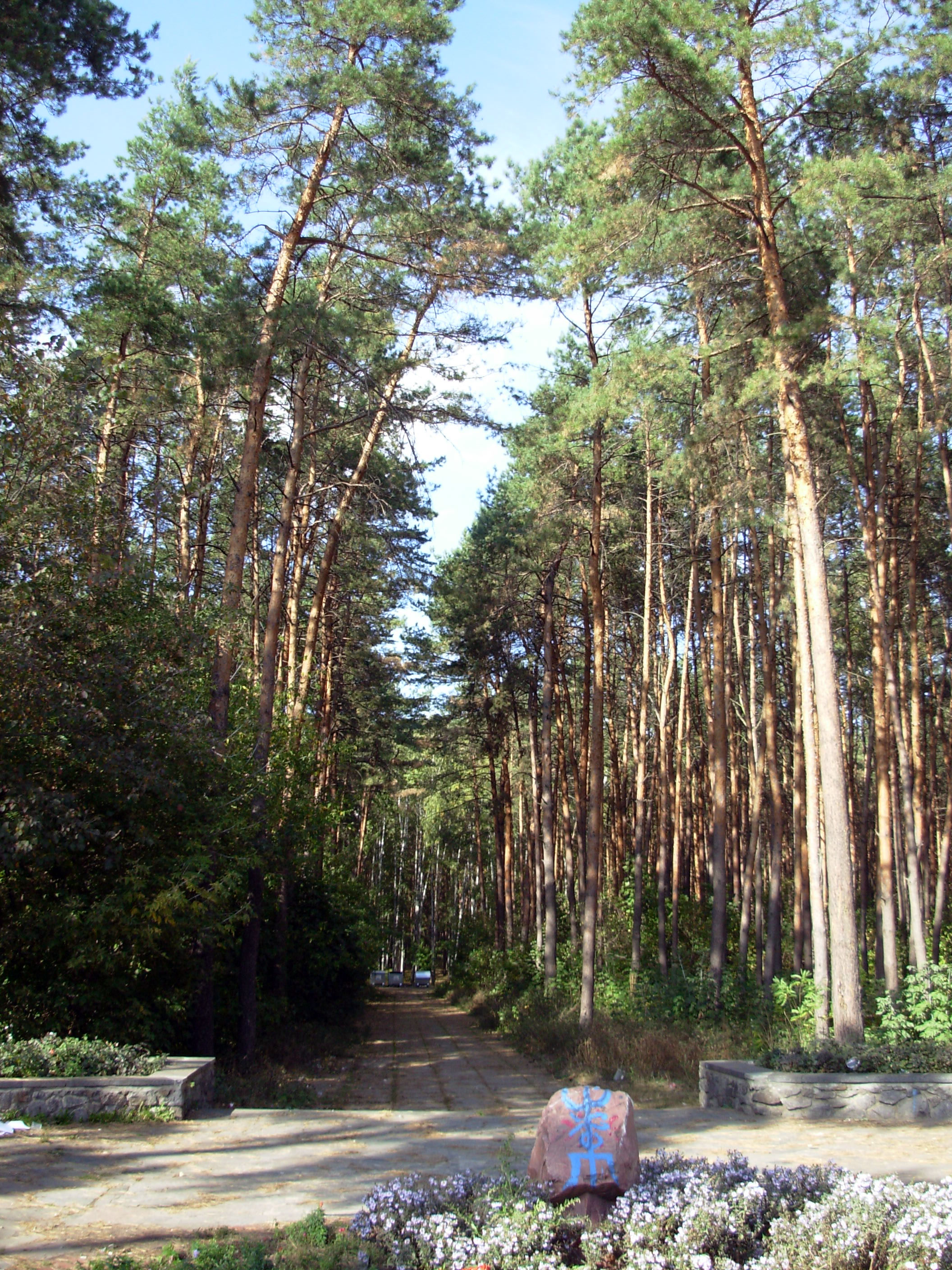
Парк «Скарбовий Ліс» до оновлення

Парк було створено 1976 року, фактично мав вигляд невеликого лісопарку з густою лісовою рослинністю та природними ґрунтовими доріжками.
Насадження парку переважно хвойні — 80 % площі займає сосна звичайна, решта — листяні — дуб червоний (5 % площі), клен, береза, черемха. З трав'янистих рослин ростуть суниця, чистотіл та ін.
Зустрічається багато вивірок, живуть синиці.
Окрім того, тут можна зустріти: дятлів, чикотнів (горобинників, чорних та співочих), зябликів, повзиків та їжаків.

## Реконструкція 2018—2019
У 2018—2019 роках було проведено докорінне оновлення парку «Совки». Центральним елементом вхідної групи став сухий фонтан з різнокольоровою підсвіткою. Більшість доріжок забетонували.
По периметру зеленої зони створили екомаршрут протяжністю майже два кілометри. Крім цього, в парку облаштували центральну алею з фібробетону, стежки з гравію між дерев, поставили сучасні лавки й урни для сміття, побудували громадську вбиральню.
Створили кілька дитячих майданчиків. Для спортсменів облаштували майданчик з гумовим покриттям площею майже 400 кв. м з сучасними тренажерами. Побудували також велику шахову альтанку, в якій встановили багато столів з шаховими дошками.
Під час капремонту уздовж центральної алеї, біля дитячих і спортивних майданчиків встановлено майже 200 опор з сучасним LED-освітленням.
Для легкого орієнтування в парку встановлено навігаційні таблички.